# Andy O'Brien
Andrew « Andy » O'Brien est un footballeur international irlandais né le 29 juin 1979 à Harrogate (Angleterre). Il occupe le poste de défenseur central avec les Whitecaps de Vancouver en MLS .

## Biographie

### Bradford City
Andrew a intégré les équipes juniors de Bradford City en 1994. Il fait ses débuts professionnels en octobre 1996 contre les Queens Park Rangers. Il s'impose rapidement équipe première, et participe activement à la montée des Bantams en Premier League en conclusion de la saison 1998-1999.
L'équipe se maintiendra une saison, mais en 2000-2001, Bradford sera relégué. À la fin de cette saison, en proie à des difficultés financières, les dirigeants acceptent une offre de 2 M£ pour O'Brien et son coéquipier Des Hamilton de la part de Newcastle United.

### Newcastle
À Newcastle, O'Brien devient vite indispensable en défense centrale, ses performances permettant au club de se qualifier pour la Ligue des champions de l'UEFA, dès sa première saison. Toutefois, voulant bien figurer sur la scène européenne, les dirigeants recrutent Jonathan Woodgate et Titus Bramble en défense centrale. O'Brien démarre donc la saison comme 3e choix. Mais les performances décevantes de Bramble, vont décider l'entraîneur Bobby Robson à aligner la paire Woodgate-O'Brien dans l'axe de la défense.
Après une saison 2004-2005 décevante, Andy O'Brien est transféré pour 2 M£ à Portsmouth.

### Portsmouth
O'Brien a été la première recrue d'Alain Perrin, lors de son arrivée à Portsmouth comme manager. Victime d'une blessure, il manquera la fin de la saison 2005-2006.
La saison suivante, l'arrivée au club de Sol Campbell et les bonnes performances du capitaine Linvoy Primus le relègue de nouveau sur le banc des remplaçants. À la fin de la saison 2006-2007, il est donc transféré au Bolton Wanderers FC.

### Bolton
O'Brien signe au Bolton Wanderers FC le 13 août 2007. Sa signature est prise à la dérision par les supporters ; néanmoins dès ses premiers matchs, il impressionne les fans et fait taire les critiques. Au point d'être nommé joueur de la saison en mai 2008. Le 7 octobre 2008, il prolonge jusqu'en 2011.
Le 11 avril 2009, il inscrit son premier but pour Bolton, à Chelsea. Son premier but depuis plus de quatre ans et demi. 

### Leeds United
Après un prêt à Leeds United, il est transféré définitivement le 1er janvier 2011. Sa signature a été la bienvenue à Leeds, où la défense est le point faible de cette équipe à son arrivée. Titulaire indiscutable, il vit son partenaire de l'axe central changer assez souvent, Alex Bruce, puis Leigh Bromby et enfin le capitaine Richard Naylor avec qui les résultats défensifs seront les plus satisfaisants avec 2 buts encaissés en 4 matchs. Ce qui avait été assez rare cette saison.

## Clubs
- 1994-mars 2001 : Bradford City AFC  Angleterre
- mars 2001-2005 : Newcastle United  Angleterre
- 2005-2007 : Portsmouth  Angleterre
- 2007-déc. 2010 : Bolton Wanderers  Angleterre
  - 2010-déc. 2010 : Leeds United  Angleterre (prêt)
- depuis jan. 2011 : Leeds United  Angleterre

## International
Andy O'Brien a débuté en espoirs avec l'Angleterre avant de choisir de défendre les couleurs de l'Irlande en 1999. O'Brien fête sa première sélection en 2001 contre l'Estonie. Il inscrit son unique but international contre le Portugal, le 9 février 2005.
Alors qu'il n'avait plus été appelé depuis le 7 octobre 2006 et un match contre Chypre, il est convoqué pour un match contre le Brésil devant se jouer le 6 février 2008. Le 3 février, il renonce à cette convocation et annonce la fin de sa carrière internationale.
Il a disputé la Coupe du monde 2002.